# Onthophagus nigrivestis
Onthophagus nigrivestis là một loài bọ cánh cứng trong họ Bọ hung (Scarabaeidae).